# Passerida
Passerida — інфраряд горобцеподібних птахів. Був одним з двох парворядів співочих птахів (Passeri), запропонованих у класифікації Сіблі-Алквіста, проте стандартна таксономічна практика ставить таксон у ранг інфраряду. Сестринський таксон Corvida, ймовірно, є парафілетичним, в той час, як монофілетичність Passerida загальновизнано.

## Поширення
Passerida поширені на всіх континентах, крім Антарктиди.

## Класифікація
Сіблі та Алквіст у 1990 році розділили таксон на три великі надродини: Muscicapoidea, Sylvioidea і Passeroidea. Згодом група ще декілька разів перекроювалась, а ягодоїдові і вангові перенесені в Corvida.
- надродина Callaeoidea
  - родина Notiomystidae Driskell et al., 2007 (1 вид)
  - родина Callaeidae Sundevall, 1836 (5 видів)
- надродина Melanocharitoidea
  - родина Melanocharitidae Sibley & Ahlquist, 1985 (10 видів)
- надродина Cnemophiloidea
  - родина Cnemophilidae Mayr, 1962 (3 видів)
- надродина Petroicoidea
  - родина Petroicidae Mathews, 1919 (47 видів)
- надродина Picathartoidea
  - родина Picathartidae Lowe, 1938 (2 видів)
  - родина Chaetopidae (2 sp.)
  - родина Eupetidae Bonaparte, 1850 (1 вид)
- надродина Hyliotoidea
  - родина Hyliotidae (4 видів)
- надродина Paroidea
  - родина Remizidae Olphe-Galliard, 1891 (11 видів)
  - родина Paridae Vigors, 1825 (61 видів)
  - родина Stenostiridae Beresford et al., 2005 (9 видів)
- надродина Sylvioidea
  - родина Panuridae Des Murs, 1860 (1 вид)
  - родина Nicatoridae (3 видів)
  - родина Alaudidae Vigors, 1825 (98 видів)
  - родина Pycnonotidae Gray, 1840 (151 видів)
  - родина Hirundinidae Vigors 1825 (88 видів)
  - родина Pnoepygidae Gray, 1840 (5 видів)
  - родина Macrosphenidae Fregin, Haase, Olsson and Alström, 2012 (18 видів)
  - родина Cettiidae Alström, Ericson, Olsson & Sundberg, 2006 (32 видів)
  - родина Scotocercidae Fregin, Haase, Olsson and Alström, 2012 (1 вид)
  - родина Erythrocercidae Fregin, Haase, Olsson and Alström, 2012 (3 видів)
  - родина Aegithalidae Reichenbach, 1850 (13 видів)
  - родина Phylloscopidae Alström et al., 2006 (77 видів)
  - родина Acrocephalidae Salvin, 1882 (61 видів)
  - родина Locustellidae Bonaparte, 1854 (59 видів)
  - родина Donacobiidae Aleixo & Pacheco, 2007 (1 вид)
  - родина Bernieridae Cibois, David, Gregory & Pasquet, 2010 (11 видів)
  - родина Cisticolidae Sundevall, 1872 (159 видів)
  - родина Timaliidae Vigors & Horsfield, 1827 (56 видів)
  - родина Pellorneidae Delacour, 1946 (69 видів)
  - родина Leiothrichidae Swainson, 1832 (133 видів)
  - родина Sylviidae  Vigors, 1825 (70 видів)
  - родина Zosteropidae Bonaparte, 1856 (128 видів)
  - incertae sedis (3 види: Graueria vittata, Hylia prasina, Pholidornis rushiae)
- superfamigla Reguloidea
  - родина Regulidae Vigors, 1825 (6 видів)
- надродина Bombycilloidea
  - родина Dulidae Sclater, 1862 (1 вид)
  - родина Hypocoliidae Delacour & Amadon, 1949 (1 вид)
  - родина Hylocitreidae (1 вид)
  - родина Mohoidae Fleischer, James and Olson, 2008 † (5 видів)
  - родина Bombycillidae Swainson, 1831 (3 видів)
  - родина Ptiliogonatidae Baird, 1858 (4 видів)
- надродина Certhioidea
  - родина Certhiidae Leach, 1820 (10 видів)
  - родина Sittidae Lesson, 1828 (28 видів)
  - родина Troglodytidae Swainson, 1831 (84 видів)
  - родина Polioptilidae  S.F. Baird, 1858 (17 видів)
  - родина Tichodromidae Swainson, 1827 (1 вид)
- надродина Muscicapoidea
  - родина Buphagidae Lesson, 1828 (2 видів)
  - родина Mimidae  Bonaparte, 1853 (34 видів)
  - родина Sturnidae  Rafinesque, 1815 (123 видів)
  - родина Cinclidae Borkhausen, 1797 (5 видів)
  - родина Turdidae Rafinesque, 1815 (171 видів)
  - родина Muscicapidae Vigors, 1825 (321 видів)
- надродина Passeroidea
  - родина Modulatricidae (3 видів)
  - родина Promeropidae Vigors, 1825 (2 видів)
  - родина Irenidae Jerdon, 1863 (2 видів)
  - родина Chloropseidae Wetmore, 1960 (11 видів)
  - родина Dicaeidae Bonaparte (48 видів)
  - родина Nectariniidae Vigors, 1825 (145 видів)
  - родина Passeridae Illiger, 1811 (43 видів)
  - родина Ploceidae Sundevall, 1836 (117 видів)
  - родина Estrildidae Bonaparte, 1850 (141 видів)
  - родина Viduidae Cabanis, 1841 (20 видів)
  - родина Peucedramidae Wolters, 1980 (1 вид)
  - родина Prunellidae Richmond, 1908 (13 видів)
  - родина Motacillidae Horsfield, 1821 (68 видів)
  - родина Urocynchramidae Domaniewski, 1918 (1 вид)
  - родина Fringillidae Leach, 1820 (228 видів)
  - родина Calcariidae Ridgway, 1901 (6 видів)
  - родина Rhodinocichlidae Ridgway, 1902 (1 вид)
  - родина Emberizidae Vigors, 1831 (44 видів)
  - родина Passerellidae Cabanis & Heine, 1850 (136 видів)
  - родина Calyptophilidae Ridgway, 1907 (1 вид)
  - родина Phaenicophilidae Sclater, 1886 (4 видів)
  - родина Nesospingidae Barker et al., 2013 (1 вид)
  - родина Spindalidae Barker et al., 2013 (4 видів)
  - родина Zeledoniidae Ridgway, 1907 (1 вид)
  - родина Teretistridae Baird, 1864 (2 видів)
  - родина Icteriidae Baird, 1858 (1 вид)
  - родина Icteridae Vigors, 1825 (109 видів)
  - родина Parulidae Wetmore et al., 1947 (119 видів)
  - родина Mitrospingidae Barker et al., 2013 (4 видів)
  - родина Cardinalidae Ridgway, 1901 (53 видів)
  - родина Thraupidae Cabanis, 1847 (384 видів)